# Ion Negulescu
Ion Negulescu, romunski general, * 1887, † 1949.